# Adullam
Adullam, en hébreu biblique עֲדֻלָּם (ʿĂdulām), est une localité cananéenne située dans le nord de la Shéphélah, à mi-chemin entre Bethléem et Gath. Elle est mentionnée dans la Bible, le plus souvent en rapport avec le roi David qui s'y réfugie alors qu'il fuit le roi Saül. Selon les livres des Chroniques, la ville est fortifiée par Roboam face à l'invasion du royaume de Juda par le pharaon Shishak (probablement Sheshonq Ier). Compte tenu des fouilles archéologiques, il est possible que la ville ait en fait été fortifiée plus tardivement, sous le règne d'Ézéchias ou de Josias.
Le site est à cheval sur la ligne verte, donc partagé entre Israël et l’État de Palestine.
Dans les années 1950, il est prévu de développer la région sur le  modèle du Hevel Lakhish. Approximativement situé à l’emplacement du Tell Adullam et de l’ancien village arabe Aid-el-Ma, Adullam est actuellement un site archéologique près duquel a été ouverte la réserve naturelle d'Adullam en 1994.